# Løveapoteket
Løveapoteket var det første apotek i København.
Det åbnede i 1620 og eksisterende frem til 1971. Apoteket lå i alle årene på hjørnet af Amagertorv 33 og Hyskenstræde 1. Den bygning, der i dag er på adressen, blev opført i 1908.

## Historie

### 1600-tallet
Løveapoteket blev oprettet af Esaias Fleischer den 12. september 1620  og fungerede som apotek for det danske kongelige hof fra 1633 til 1715. Esaias Fleischer var gift to gange, sidst med Maren Hansdatter, en søster til Hans Nansens hustru. Han døde i januar 1663. I 1650 blev hans apoteksprivilegium gjort arveligt, og hans søn Gregorius Fleischer arvede således apoteket. Han drev det i 50 år, fra 1665 til 1715.

### 1700-tallet
Apoteket var fra 1716 til 1742 ejet af Andreas Winter. Apoteket blev derefter opkøbt af August Günter. Hans søn drev det indtil 1790. Den blev derefter foræret til hans svigersøn, Ludvig Manthey, der netop havde bestået sin farmaceuteksamen. 
Apoteket blev ødelagt ved Københavns brand i 1795 . Manthey fik Caspar Frederik Harsdorff til at tegne en ny bygning til apoteket, og den stod allerede færdig året efter.
I 1796 blev Mantey desuden udnævnt til direktør for Den Kongelige Porcelænsfabrik. I 1800 blev han sendt til udlandet af kongen for at studere porcelænsfremstilling. Hans Christian Ørsted, hans protegé, bestyrede apoteket, mens han var væk.

### 19. århundrede
I 1805 overtog Manthey ledelsen af Ørholm Mølle og Brede Værk. Han solgte derfor apoteket på Amagertorv til Max Boye, som beholdt det til 1835. Hans efterfølger, Jørgen Albert Bech, som ejede apoteket fra 1835 til 1859, købte senere godserne Tårnborg og Kruusesminde ved Korsør. Den næste ejer, Harald August Faber, drev apoteket indtil sin død i 1873. Niels Nørgaard Aggersborg var ejer fra 1877 til 1889. Han blev efterfulgt af Paolo Victor Madvig, som ejede apoteket frem til 1904.

### 20. århundrede
August Kongsted og Anton Antons, der erhvervede apoteket i 1908, grundlagde samme år Løvens Kemiske Fabrik (nu Leo Pharma). Virksomheden erhvervede en grund i Hyskenstræde og opførte et produktionsanlæg.
Administrerende direktør Aage Frederiksen var blandt beboerne i 1919.
Fotografen Frederik Riise drev mellem 1909 og 1913 et fotostudie i bygningens øverste etage. Fotostudiet blev fra 1914 til 1928 videreført af Julius Folkmann.
August Kongsteds søn August Julius Helmuth Kongsted overtog i 1920 apoteket. Dets produktionsanlæg flyttede til Brønshøj i 1926 og til Ballerup i 1958.
August Julius Helmuth Kongsted døde i 1939. Apoteket blev herefter givet videre til hans svigersøn, Ludvig Holtmann, som drev det indtil lukningen 30. april 1971.

## Bygningen
Den nuværende bygning på stedet er opført 1907-1908. Den er tegnet af Victor Nyebølle og Christian Brandstrup. Et løverelief fra Harsdorffs bygning er opsat over porten.
Bygningen rummer i dag blandt andet en Weekday-tøjbutik.

## Apotekere
- 12.09.1620 - 13.01.1663 Esais Fleischer
- 16.06.1665 - xx.04.1715 Gregorius Fleischer
- 23.03.1716 - xx.xx.1742 Andreas Winther
- 21.04.1742 - xx.xx.1758 August Günther
- 13.10.1758 - 13.02.1790 Christopher Günther
- 05.08.1791 - 30.06.1805 Johan Georg Ludvig Manthey
- 17.07.1805 - xx.xx.1835 Marx Boye
- 31.07.1835 - 30.04.1859 Jørgen Albert Bech
- 31.05.1859 - xx.12.1873 Harald August Faber
- 22.04.1874 - 31.10.1876 Boet efter ovenstående
- 12.01.1877 - 31.10.1889 Niels Nørgaard Aggersborg
- 01.09.1889 - 31.12.1904 Paolo Victor Madvig
- 01.12.1904 - 01.02.1907 Gustav Rink +
- 01.12.1904 - xx.xx.1908 Claus Albert Clausen
- 30.05.1908 - 18.12.1917 august Julius Helmuth Kongsted
- 30.05.1908 - 11.04.1920 Anton Marius Mathias Christian Antons
- 1.10.1920 - 24.04.1939 August Julius Helmuth Kongsted
- 06.11.1939 - 30.04.1971 Carl Ludvig Holtmann